# Ramphocelus carbo
Ramphocelus carbo là một loài chim trong họ Thraupidae.